# День, коли я обміняв свого батька на дві золоті рибки
День, коли я обміняв свого батька на дві золоті рибки (англ. The Day I Swapped My Dad for Two Goldfish) — книжка-картинка Ніла Геймана та Дейва Маккіна. Вперше опублікована 1997 року в американському видавництві «White Wolf Publishing». Це класична розповідь про те, як один об'єкт передається з рук у руки, аж поки першопочатковий власник не вирішує повернути втрачену річ, після чого починається зворотній обмін.
Окрім оригінальної англійської версії, станом на 2017 рік існують переклади книжки іспанською, французькою, італійською, португальською, хорватською, турецькою та фарсі. 1997 року книжка здобула премію Британської асоціації наукової фантастики за найкращий твір короткої форми, а 2003 стала найкращою дитячою книгою за версією журналу «Ньюсвік».

## Сюжет
Хлопець обміняв власного батька на Натанові дві золоті рибки, а Натан зі свого боку обміняв хлопцевого батька на електрогітару у Вашті Сінгха, а Вашті згодом виміняв хлопцевого татка на маску горили у Блінкі, після чого Блінкі так само виміняв своє нове надбання на білого кролика з чорним вухом у Петті. Хлопець та його сестра відстежують ланцюжок обміну, щоб, зрештою, повернути власного батька.

## Адаптації
1999 року Дейв Маккін запозичив зображення з книжкової палітурки для обкладинки третього студійного альбому «This Desert Life» американського рок-гурту Counting Crows. 2013 року  Олівер Емануель та  Лу Кемп написали адаптацію книги для дитячого шоу, яке виконувала гастрольна театральна трупа «National Theatre of Scotland».